# Washington DC
Washington DC (en anglès: Washington D.C.), formalment el Districte de Colúmbia i comunament coneguda com a Washington, és la capital dels Estats Units d'Amèrica. Fundat el 16 de juliol de 1790, és l'únic districte federal dels Estats Units. Està situada a la riba del riu Potomac, entre els estats de Virgínia i Maryland.
La població de l'àrea metropolitana de Washington arriba als 4 milions d'habitants (i si s'hi inclouen els de Baltimore –tocant a Washington, però ja dintre de l'estat veí de Maryland– i la seva l'àrea metropolitana, la població arriba a més de 7 milions). Com a capital dels Estats Units, a Washington s'hi troben la Casa Blanca (oficina de la branca executiva del govern nord-americà) i el Capitoli (seu de la branca legislativa). A més de ser seu del govern, és un centre turístic molt important, amb monuments memorials als presidents Abraham Lincoln, Thomas Jefferson i George Washington.
La ciutat fou projectada per l'arquitecte francès Pierre Charles L'Enfant, a l'acabament del segle xviii, com una ciutat destinada especialment a centre de govern.

## Història
El Districte de Colúmbia, fundat el 16 de juliol del 1790, és un districte federal, com especifica la Constitució dels Estats Units. El Congrés estatunidenc té la màxima autoritat sobre el Districte de Colúmbia, encara que aquest hagi delegat l'autoritat, de manera considerable, al govern municipal. La zona en la qual se situa el Districte original sortí de l'estat de Maryland, i la Mancomunitat de Virgínia. No obstant això, l'àrea al sud del riu Potomac (aproximadament 100 km²) van ser retornats a Virgínia el 1847 i ara formen part del comtat d'Arlington i la ciutat d'Alexandria. Des del 1847, la resta de la superfície que conforma el territori ara conegut com a Districte de Colúmbia era de Maryland.

### Planificació
Thomas Jefferson va rebre James Madison i Alexander Hamilton per celebrar un sopar en el qual van acordar que la capital del nou país havia de ser en un dels anomenats estats del sud. Aquesta decisió la prengueren a causa dels deutes provocats per la Guerra d'Independència
(els estats del sud en gran part havien pagat els seus deutes de guerra; la col·lectivització del deute era un avantatge per als estats del nord, per la qual cosa la capital es va portar al sud). La distribució de la ciutat la dugué a terme, majoritàriament, l'arquitecte francès Pierre Charles L'Enfant,
un enginyer i urbanista que en un primer moment va arribar a les colònies nord-americanes com a enginyer militar del marquès de La Fayette. L'Enfant va preparar un pla bàsic per a Washington DC el 1791 que consistia a edificar una ciutat d'estil barroc, que era el dominant en moltes de les ciutats que es van planificar en aquella època a Europa i als Estats Units. El pla incorporava àmplies avingudes, a les quals desembocaven els carrers principals per mitjà de grans rotondes, que proporcionen vistes d'importants monuments. A diferència del que hom va fer en les altres colònies, on les grans avingudes rebien el nom de la colònia, en aquesta nova ciutat les avingudes prengueren el nom dels estats més prominents de l'època. L'avinguda de Massachusetts era la més septentrional de les tres principals artèries que anirien d'est a oest, l'avinguda de Virgínia la més meridional i Pennsilvània va obtenir l'honor de donar nom a l'avinguda que uniria la Casa Blanca i el futur Capitoli.

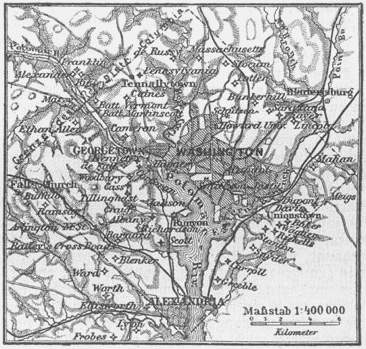
Mapa alemany de Washington DC (1888)

L'emplaçament sobre el riu Potomac va ser escollit pel president George Washington, que potser escollí el lloc pel paisatge natural, imaginant que el canal de Patowmack transformaria el Potomac en una gran via fluvial navegable que arribaria fins a Ohio i l'interior nord-americà. La ciutat fou anomenada oficialment Washington el 9 de setembre del 1791.
Per motius de modèstia, George Washington mai es va referir a la ciutat amb aquest nom i preferia anomenar-la «Ciutat Federal».
Tot i escollir el lloc i viure a prop (a Mount Vernon), ell rares vegades visitava la ciutat. El districte federal va ser anomenat Districte de Colúmbia perquè Colúmbia era la denominació poètica d'Amèrica, molt utilitzada als Estats Units en aquella època, a l'entorn del tres-centè aniversari del primer viatge de Cristòfor Colom a Amèrica el 1492.
Inicialment, el Districte de Colúmbia incloïa quatre seccions diferents, de les quals la ciutat de Washington només n'era una. Les altres tres eren el comtat d'Alexandria, Georgetown i el comtat de Washington. Georgetown ocupava el territori que delimiten les seves actuals fronteres. El comtat d'Alexandria incloïa parts de l'actual ciutat d'Alexandria, a més de l'actual comtat d'Arlington (a Virgínia). Washington ocupava la major part de la seva superfície actual, però finalitzava en l'actual Rock Creek Park. La resta del districte formava part del comtat de Washington DC.
El 1791 i el 1792, Andrew Ellicott i Benjamin Banneker inspeccionaren la frontera del Districte, tant amb Maryland com amb Virgínia, posant pilons divisoris en cada punt de milla, molts dels quals encara es conserven.
La primera pedra de la Casa Blanca, el primer edifici construït de la nova capital, va ser posada el 13 d'octubre de 1792,
que fou l'endemà de les primeres celebracions del 12 d'octubre als EUA.

### Seglexix
El 24 d'agost de 1814, forces canadenques sota comandament britànic van cremar la ciutat durant la incursió de la Guerra Anglo-Americana en represàlia al saqueig i incendi de York (la Toronto dels nostres dies) durant els mesos d'hivern, que havia deixat molts canadencs sense llar. El president James Madison i altres forces nord-americanes van poder fugir abans que les forces britàniques arribessin i van cremar els edificis públics, incloent el Capitoli, l'edifici del Tresor i la Casa Blanca.
Mariners nord-americans també van cremar la Washington Navy Yard, per impedir que els vaixells i les botigues caiguessin en mans britàniques. La casa del comandant de la Infanteria de Marina, emplaçada a les casernes marítimes, va ser un dels pocs edificis governamentals que no es van cremar i és ara l'edifici públic en ús més antic de la ciutat. També es va salvar de la crema l'Oficina de Patents, perquè el superintendent de patents suplicà als soldats britànics dient-los que si la destruïen seria en contra del coneixement humà.
Durant els anys 1830, el Districte de Colúmbia va ser un dels centres de comerç d'esclaus més gran dels Estats Units.
El 1846 la població del comtat d'Alexandria, que es va ressentir econòmicament de la pèrdua del port de Georgetown, va témer un impacte més gran si l'esclavitud era proscrita a la capital, per la qual cosa va impulsar un plebiscit perquè Alexandria fos retornada a la Mancomunitat de Virgínia. El Congrés va estar-hi d'acord i finalment Alexandria va passar a mans de Virgínia el 9 de juliol d'aquell any. La venda d'esclaus, encara que no l'esclavitud, va ser proscrita a la capital com a part del Compromís de 1850.

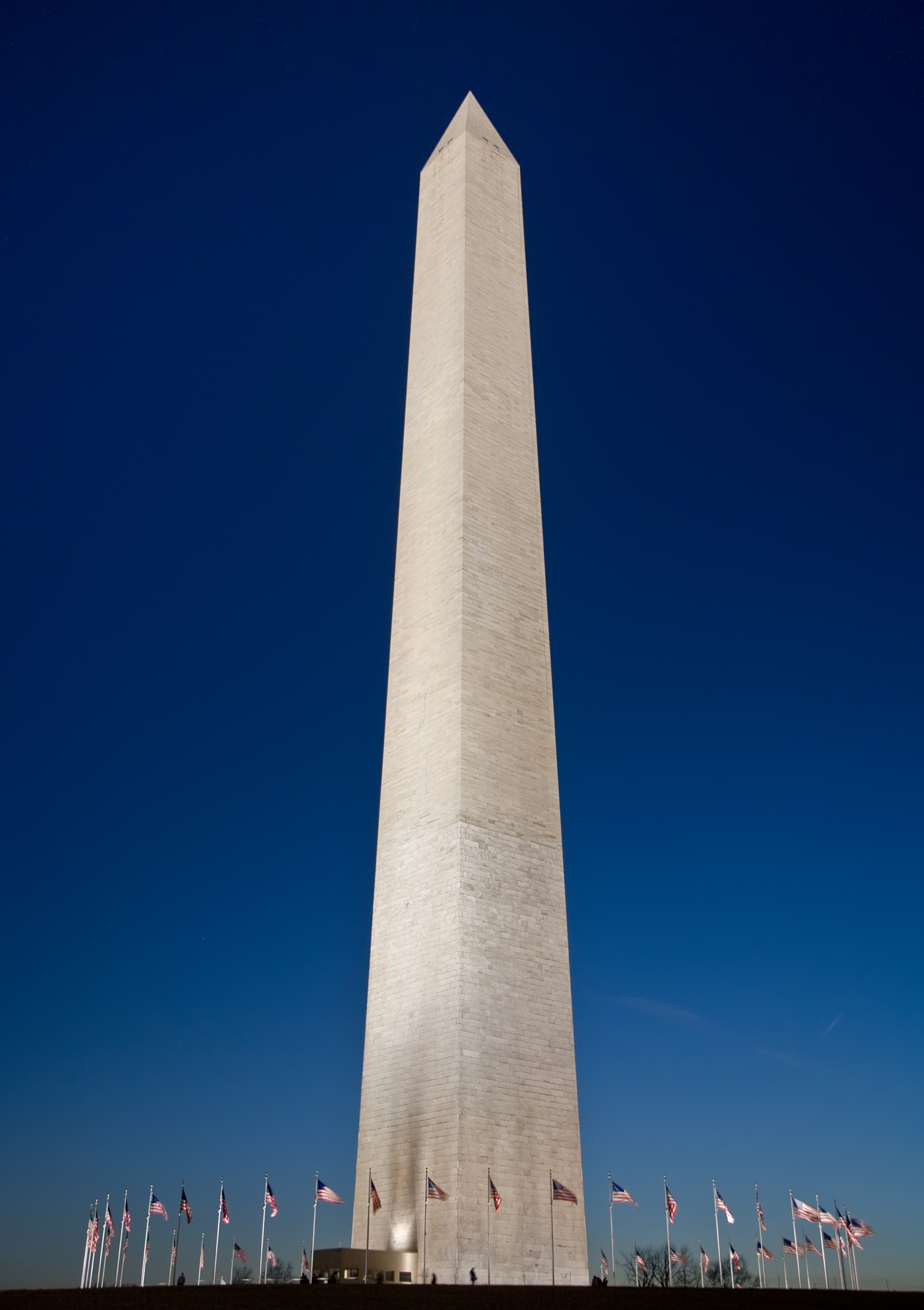
Monument a Washington

El 1860 Washington era una ciutat petita, el cens d'aquell any li atorgava una població de poc més de 75.000 persones, però això va canviar quan es va iniciar la Guerra Civil Nord-americana el 1861. El govern federal va créixer significativament en haver d'administrar la guerra i a causa de les seves seqüeles, com la gestió de les pensions dels veterans, la qual cosa va provocar un notable creixement de la població de la ciutat. Cap al 1870, la població del districte de Colúmbia havia crescut fins a gairebé les 132.000 persones.
El juliol del 1864, forces confederades, sota el comandament del general Jubal Anderson Early, van fer una breu incursió a Washington, que va culminar amb la batalla de la Fortalesa Stevens. Els confederats van ser frenats i Early retrocedí a la Vall de Shenandoah. El fort està localitzat prop de l'actual Centre Mèdic de l'Armada de Walter Reed, al nord-oest de Washington. Aquesta va ser l'única batalla en què va ser-hi present -i sota el foc enemic- un president nord-americà (Abraham Lincoln).
A principis dels anys 1870, van concedir a Washington un govern territorial, però la reputació del governador, Alexander Robey Shepherd, va fer que el Congrés es fes càrrec del governament del Districte de Colúmbia. El Congrés dirigiria el Districte durant el proper segle.
El Monument a Washington hi va ser inaugurat l'any 1888. Va haver-hi diversos projectes per desenvolupar l'aspecte monumental de la ciutat, que van comptar amb arquitectes com Frederick Law Olmsted i Daniel Burnham. Tanmateix, la construcció del Monument a Lincoln, el Monument a Jefferson i la construcció del Potomac Park no va començar fins a principis del segle xx.

### SegleXX

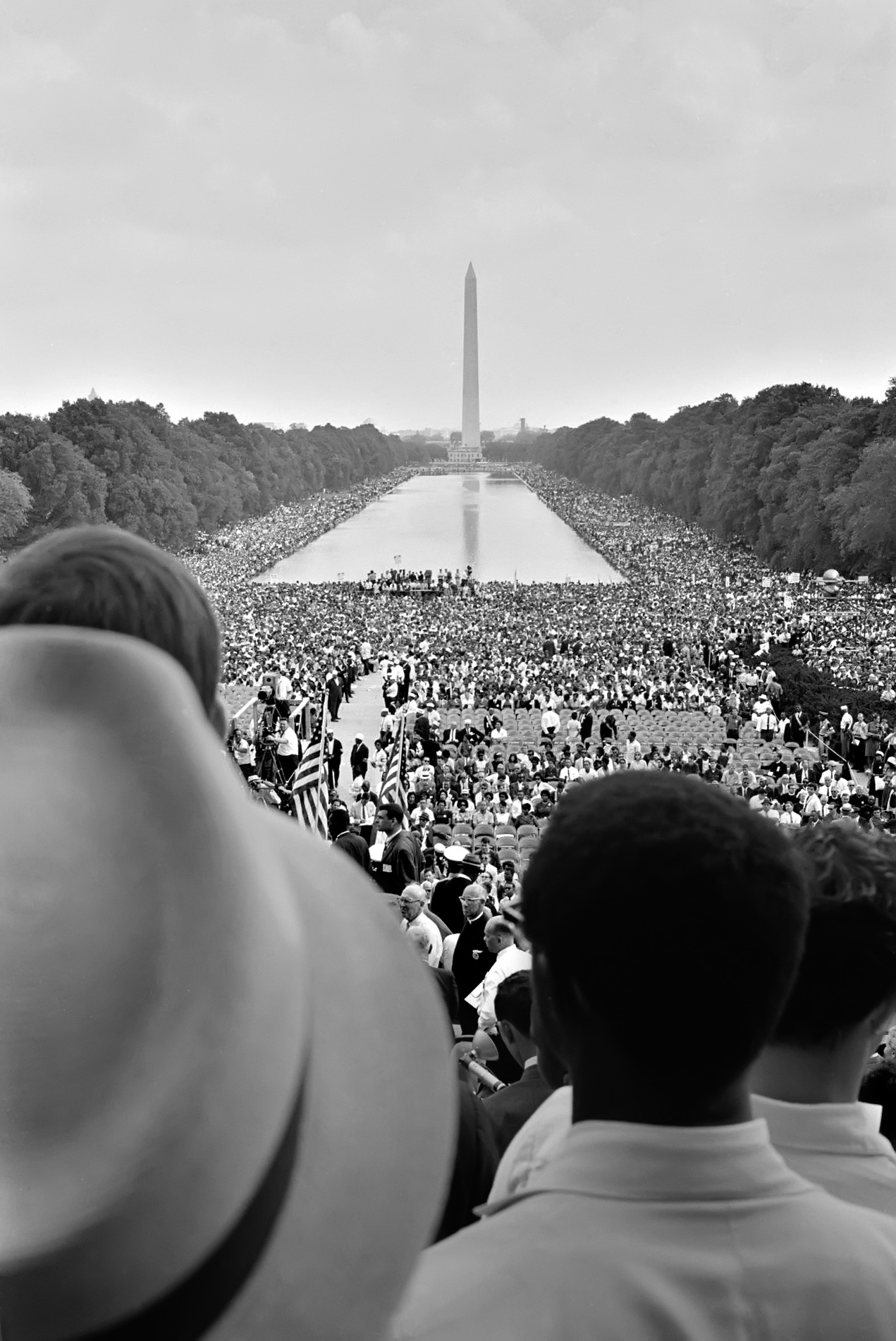
La multitud omple els voltants de la Reflecting Pool en una marxa a favor dels drets i les llibertats el 1963.

Moltes agències creades per alleujar la situació creada per la Gran Depressió en el marc del New Deal de Franklin D. Roosevelt van portar la ciutat a un notable augment de població, que va continuar durant la Segona Guerra Mundial. La població del Districte va assolir el seu punt màxim el 1950, quan el cens d'aquell any va registrar un total de 802.178 habitants.
Per aquell temps, la ciutat era la novena més poblada del país, just per davant de Boston i s'acostava a Saint Louis. En les dècades següents, la població va disminuir, a conseqüència de l'emigració suburbana de molts dels més vells centres urbans dels EUA després de la Segona Guerra Mundial.
Segons la vint-i-tresena esmena a la Constitució dels Estats Units -ratificada el 29 de març del 1961-, els residents de Washington DC voten en les eleccions presidencials i els seus vots es tenen en compte, ja que Washington DC té un electorat més petit que l'estat menys poblat.
Després de l'assassinat de l'activista dels drets civils Martin Luther King (Memphis, 4 d'abril de 1968), hi va haver aldarulls en algunes zones de la ciutat. Els actes de violència van durar quatre dies i alguns edificis van ser cremats. Quan els esvalotadors van arribar a dos carrers de la Casa Blanca, el president Lyndon Johnson va ordenar a més de 13.000 soldats federals ocupar la ciutat, la qual cosa va representar l'ocupació més gran d'una ciutat nord-americana des de la Guerra Civil. Després d'això, la ciutat va tardar dos anys a tornar a la normalitat.
Un dels esdeveniments més importants d'aquella època a la ciutat va ser l'arribada del metro. Els primers 7,4 quilòmetres del metro de Washington es van inaugurar el 27 de març del 1976. Avui aquest sistema de transport uneix Washington i els seus suburbis amb una xarxa de 86 estacions i 171,1 quilòmetres de vies.
El 1973, el Congrés va promulgar l'Autonomia del Districte de Colúmbia i l'Acte de Reorganització Governamental, assegurant l'elecció d'un batlle per a la municipalitat del Districte. Per tant, Walter Washington va ser el primer batlle electe del Districte, el 1975. Marion Barry va arribar al càrrec el 1979 i s'hi va mantenir durant tres mandats seguits, però després de la seva detenció per possessió de droga en una operació de l'FBI el 18 de gener de 1990 i ser sentenciat a sis mesos de presó, ja no va intentar la reelecció. La seva successora, Sharon Pratt Kelly, es va convertir en la primera dona afroamericana que dirigia una ciutat de la mida i la importància de Washington DC. Tanmateix, Barry es va presentar a la reelecció el 1994 i la va derrotar, passant a ser altra vegada batlle de la ciutat. Durant el seu quart mandat, la ciutat esdevingué gairebé insolvent i es va veure obligat a deixar-ne el control financer a càrrec del Congrés. El 1998, Anthony A. Williams va ser elegit nou batlle de la ciutat i la conduí cap a la recuperació fiscal.
Durant els anys setanta, molts anomenaven el districte la «Ciutat de Xocolata», en honor de la cultura afroamericana de la ciutat. Popularitzat per dos disc jockeys locals, el sobrenom fa també referència a l'àlbum Xocolata City (Ciutat de xocolata, 1975) de Parliament-Funkadelic. Encara que el renom no va calar entre la societat, sempre serà un recordatori commovedor de les contribucions a la ciutat d'icones com ara Duke Ellington, Chuck Brown i altres famosos afroamericans.

### SegleXXI

Imatges de l'impacte de l'avió al Pentàgon.

L'11 de setembre del 2001, el vol 77 d'American Airlines, un Boeing 757, fou segrestat i es va estavellar deliberadament contra el Pentàgon a les 9:37AM, a l'altre costat del riu de Potomac, en el Comtat d'Arlington, causant l'ensorrada parcial d'un costat de l'edifici. En un interrogatori, el militant d'Al-Qaeda Abu Zubaydah comunicà a funcionaris estatunidencs que l'objectiu previst del vol segrestat 93 d'United Airlines era la Casa Blanca,
mentre que Khàlid Xeikh Mohàmmed i Ramzi Binalshibh digueren que el blanc previst era el Capitoli dels Estats Units.
També existeixen una sèrie de teories conspiratives sobre l'origen i el desenvolupament dels atemptats. (Conspiracions de l'11-S).
El 29 de setembre del 2004, les Grans Lligues de Beisbol traslladaren a Washington l'equip Montreal Expos per la temporada del 2005, a pesar de l'oposició de Peter Angelos (amo dels Baltimore Orioles).
L'equip fou rebatejat com als Washington Nationals.
Una disputa entre el consell de ciutat i el GLB amenaçà de trencar l'acord fins que el 21 de desembre del 2004 s'anuncià el projecte de la construcció d'un nou camp de beisbol al sud-est del Districte de Colúmbia. Els Washington Nationals jugaran en el Robert F. Kennedy Memorial Stadium, fins que el nou estadi estigui construït al marge del riu Anacostia el 2008.
A més, la ciutat ha experimentat un enorme creixement a l'àrea de l'avinguda Massachusetts, a la zona marítima del sud-oest, al carrer H i a l'encreuament del carrer Shaw amb el carrer U. Tota aquesta àrea ha sofert una gran gentrificació.

## Geografia

### Topografia

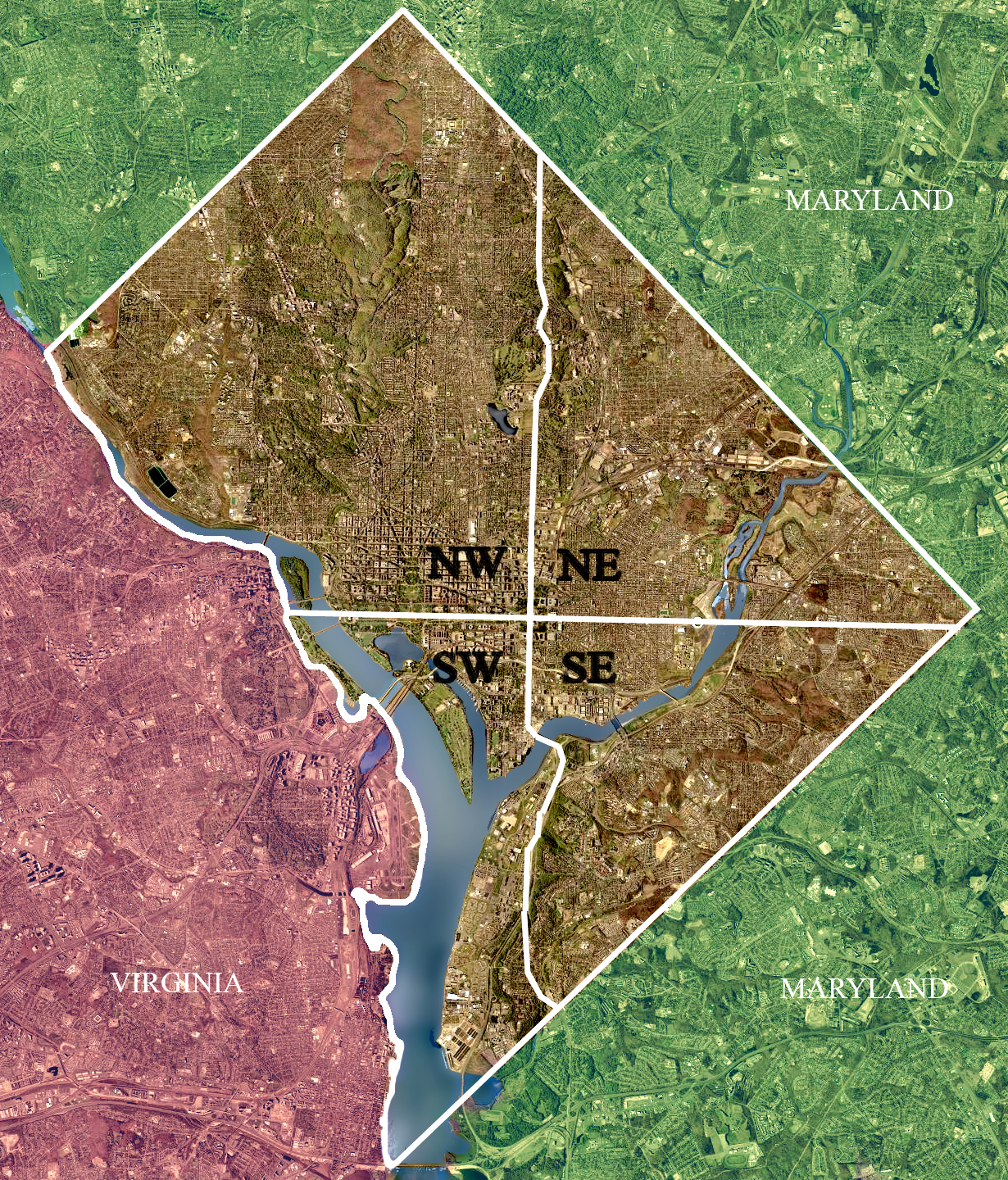
Washington DC es divideix en quatre quadrants: Nord-oest, Nord-est, Sud-est i Sud-oest. Els eixos que divideixen els quadrants es creuen en el Capitoli.

Mapa dels principals carrers de l'àrea metropolitana de Washington DC.

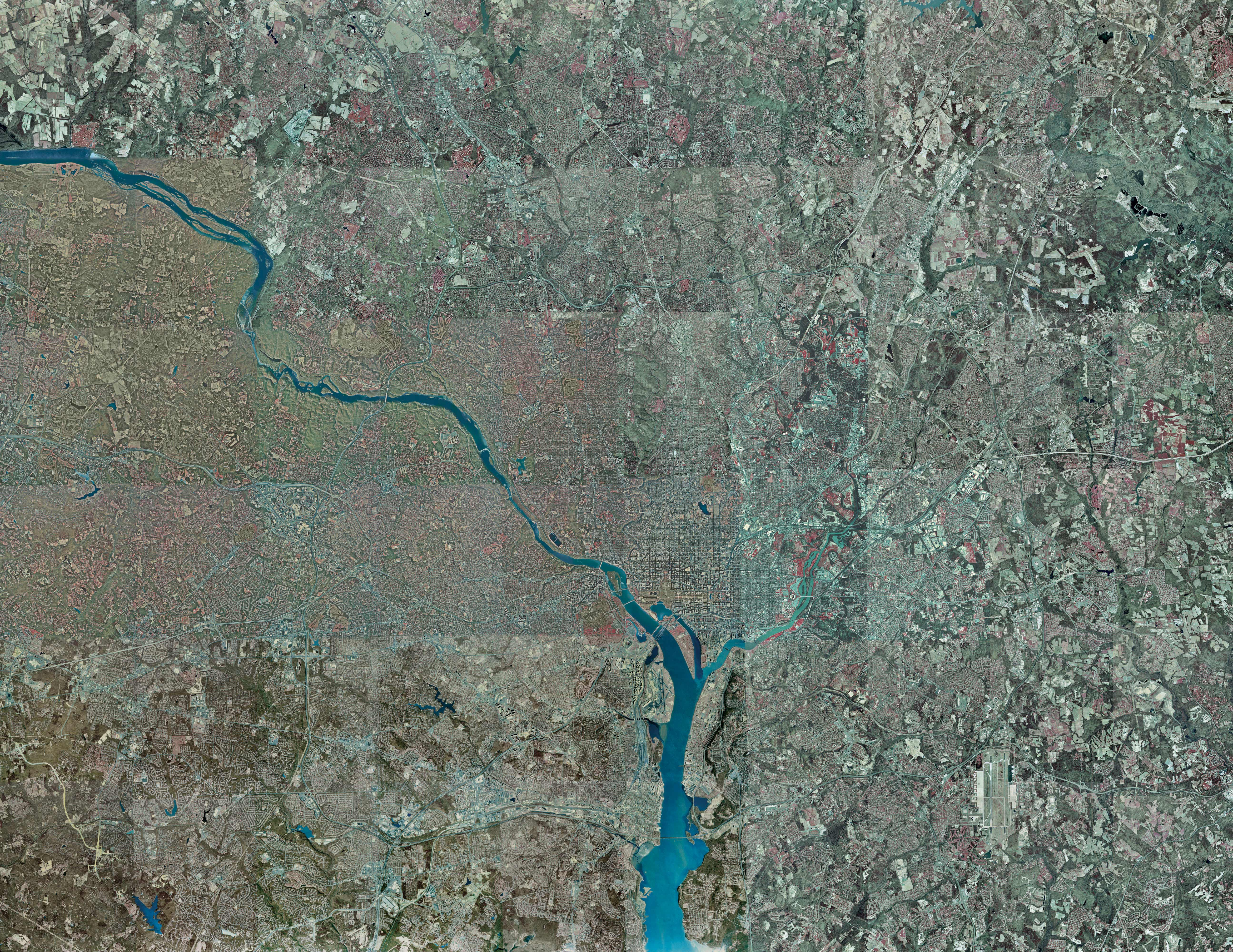
Fotografia aèria de l'àrea metropolitana de Washington DC.

Washington DC es localitza a 38 ° 53' 42'' N, 77 ° 2' 11'' W (les coordenades del Zero Milestone, a l'El·lipse). D'acord amb el Departament Censal dels Estats Units, la ciutat té una àrea de 177 km².
D'aquest total, 159 km² és terra i 18 km² (el 10,16%) és aigua.
Washington està envoltat pels estats de Maryland (al sud-est, nord-est i nord-oest) i Virgínia (a l'oest); interromp la frontera entre ambdós estats, la qual segueix el llit del riu Potomac. Aquest riu al passar per Washington està gairebé completament dins de la frontera del Districte de Colúmbia a causa dels drets riberencs colonials entre Maryland i Virgínia.
El Districte té tres principals afluents naturals: el riu Potomac, el riu Anacostia i Rock Creek. El riu Anacostia i Rock Creek són afluents del riu Potomac. També hi ha tres embassaments artificials:
- Dalecarlia (que creua la frontera nord-occidental del Districte amb Maryland).
- McMillan (prop de la Universitat Howard)
- Georgetown (riu amunt de Georgetown).

El punt més alt en el Districte de Colúmbia es troba en Tenleytown, a 125 msnm.
El punt més baix és al nivell del mar, el qual es presenta al llarg de la riba del Anacostia i tota la riba del Potomac, excepte la part més alta (l'àrea de Little Falls i Chain Bridge).
El centre geogràfic del Districte de Colúmbia es localitza a prop del Carrer 4, Carrer L i l'avinguda Nova York (no sota del Domo del Capitoli, com se sol dir).
Els accidents geogràfics de Washington DC inclouen a l'illa Theodore Roosevelt, l'illa de Colúmbia, les illes tres hermanas i Hains Point.

### Clima
Washington està a la perifèria nord de la zona climàtica humida subtropical. El seu clima és típic de les zones de l'Atlàntic Mitjà allunyades de les masses d'aigua, amb quatre estacions diferents. L'estiu tendeix a ser càlid i humit, amb temperatures altes diàriament al juliol i agost, la mitjana entre 30 i 33°C (que equivaldria a entre 85 i 95 °F).
La combinació de calor i humitat a l'estiu atrau tempestes elèctriques freqüents, algunes de les quals ocasionalment produeixen tornados a l'àrea.
La primavera i la tardor són temperades, amb temperatures altes a l'abril i octubre, la mitjana 20 °C (entre 65 i 75 °F aproximadament).
L'hivern presenta temperatures fresques sostingudes i nevades ocasionals. Des de mitjans de desembre a mitjans de febrer, les temperatures mitjana més altes tendeixen a estar al voltant dels 6 a 8 °C i les més baixes entre ¬ -5 i -2 °C.
La distància amb la Badia de Chesapeake fa a la ciutat més freda a l'hivern que altres ciutats més cap septentrionals, com Baltimore. Mentre que els ciclons tropicals (o els seus romanents) ocasionalment travessen l'àrea al final de l'estiu i al començament de la tardor, normalment ja s'han debilitat quan arriben a Washington, en part gràcies a la localització terra endins de la ciutat.
No obstant això, el desbordament del riu Potomac -causat per la combinació de la marea alta, la maror ciclònica i una sèrie de tempestes- és ben conegut per causar grans danys materials a Georgetown i Alexandria (Virgínia).
La primavera és generalment la temporada més benigna de l'any, amb humitat baixa, temperatures temperades i vegetació en floració. Aquest període generalment dura des de la fi de març fins a mitjans de maig. La temperatura en l'àrea de l'aeroport Dulles i en els suburbis l'oest i sud és en mitjana 3 °C més fresca que la de Washington.
La caiguda de neu anual mitjana és de 381 mm i la temperatura més alta el gener de mitjana és de 5 °C.
Al gener, la temperatura mínima mitjana és de -3 °C.
| Mitjana de temperatures, màximes i mínimes mensuals                                                |      |      |      |      |       |       |      |      |      |      |      |      |
| Mes                                                                                                | Gen  | Feb  | Mar  | Abr  | Mai   | Jun   | Jul  | Ago  | Set  | Oct  | Nov  | Des  |
| Rècord màx (°C)                                                                                    | 24   | 26   | 32   | 34   | 36    | 38    | 40   | 40   | 37   | 32   | 29   | 26   |
| Mitjana màx. (°C)                                                                                  | 5,2  | 7,5  | 12,7 | 18,8 | 23,6  | 28,2  | 30,7 | 29,9 | 26   | 19,8 | 13,6 | 7,7  |
| Mitjana mín. (°C)                                                                                  | –5,6 | –4,3 | –0,1 | 4,5  | 9,9   | 15    | 17,7 | 17,1 | 13,1 | 5,7  | 0,9  | –3,3 |
| Rècord mín (°C)                                                                                    | –28  | –26  | –18  | –8   | –2    | 2     | 5    | 3    | –1   | –9   | –12  | –20  |
| Precip (mm)                                                                                        | 77,4 | 70,3 | 90,1 | 81,7 | 107,1 | 103,3 | 90,6 | 96   | 97   | 85,5 | 84   | 77,9 |
| Font: USTravelWeather.com Historical Washington Weather Data Arxivat 2008-07-23 a Wayback Machine. |      |      |      |      |       |       |      |      |      |      |      |      |

### Naturalesa

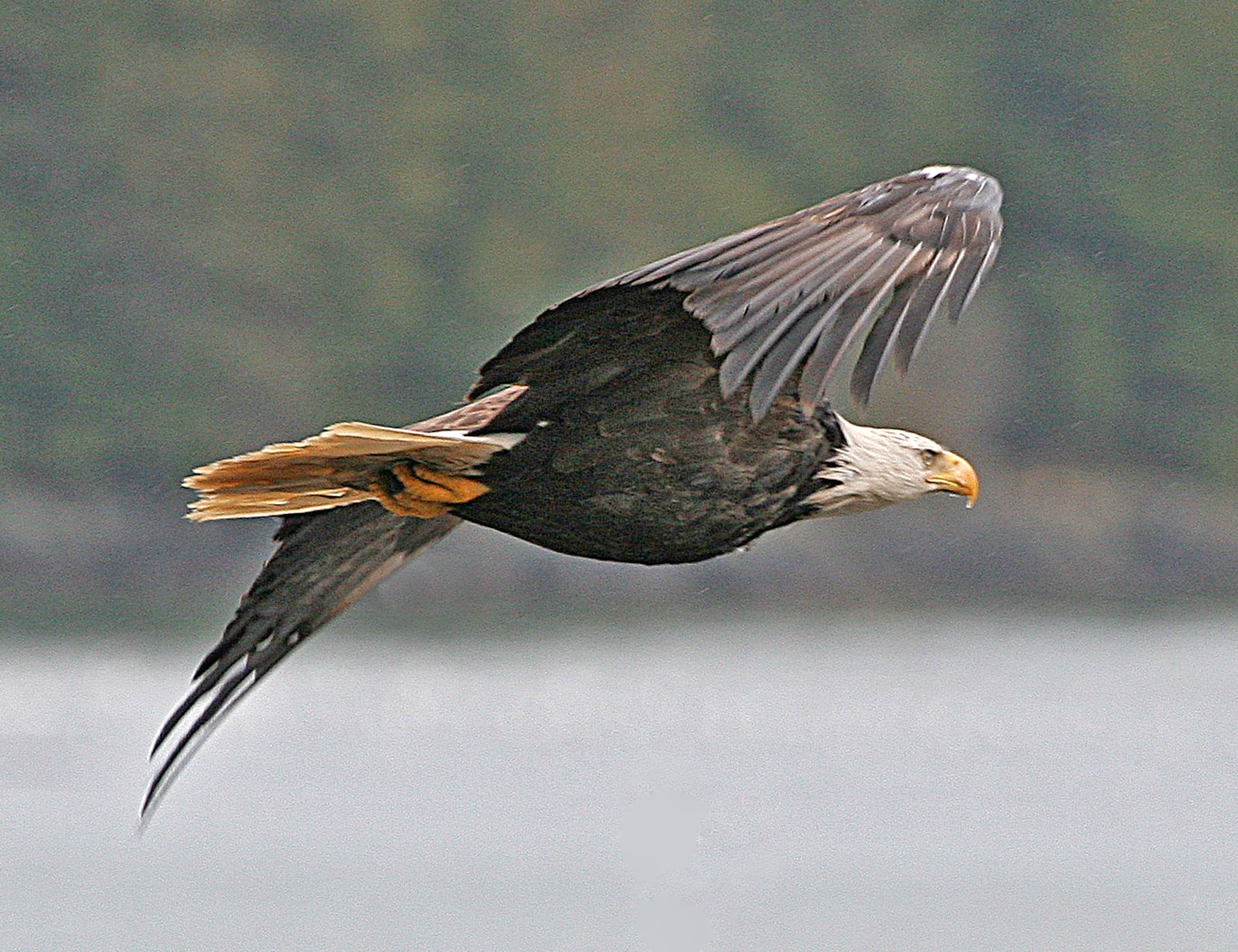
L'àliga de cap blanc és un dels animals representatius de la zona.

Washington DC té moltes àrees naturals i llocs d'observació d'aus dins de la ciutat. Els parcs i àrees naturals del Districte de Colúmbia inclouen el parc Anacostia, l'Arboretum Nacional dels Estats Units, l'enorme parc Rock Creek, el Parc Zoològic Nacional Smithsonià, l'illa Theodore Roosevelt, el canal Chesapeake i Ohio, el riu Potomac i el riu Anacostia.
El riu Potomac, que flueix a través de Washington DC, ha estat considerat un dels rius urbans més naturals de la nació. El congost Potomac és considerat una de les àrees naturals més significants en tot el sistema de parcs nacionals. El riu va ser considerat una desgràcia nacional pel president Lyndon Johnson, però actualment és la llar d'una vibrant piscifactoria d'aigua temperada. S'hi han celebrat tornejos professionals de pesca, i pigargs americans que s'han reproduït en estat salvatge han tornat a la zona.

## Demografia
L'estimació del 2005 de la població de la ciutat era de 582.049 habitants, per part de la Census Bureau. Aquest resultat es va donar a conèixer després que l'ajuntament de la ciutat qüestionés la veracitat dels resultats originals, amb una estimació de 550.521 habitants, i la Census Bureau després això va revisar l'estimació.
Després de revisar els resultats, es va confirmar el primer augment de la població de la ciutat des de 1950.
Segons el Cens de l'any 2000, hi havia 572.059 habitants, 248.338 habitatges, i 114.235 famílies que es trobaven a la ciutat. La densitat demogràfica era de 3.597,3 per quilòmetre quadrat. El grup hispà més gran és el salvadorenc, amb aproximadament 18.505 dels 45.901 hispans que resideixen a Washington. La població afroamericana del Districte de Colúmbia disminueix regularment, a causa de molts dels afroamericans de classe mitjana es muden als suburbis, sobretot a Maryland (per exemple, la majoria afroamericana en el Comtat de Prince George) i al nord de Virgínia, Baltimore, Richmond, i Hampton Roads.
Actualment Washington DC té una població de 581.530 persones, de les quals:
- El 55,4% són negres.
- El 31,6% són blancs (europeus o descendents d'europeus).
- El 8,2% són llatins o hispans (entre els quals predominen els salvadorencs i els mexicans).
- El 3,4% són asiàtics.
- La resta el conformen persones d'altres races.

La població d'origen llatí/hispà és la de més ràpid creixement, a causa de l'alta taxa de fecunditat de les dones llatines residents als EUA, i també a causa de la immigració legal i il·legal provinent de l'Amèrica Llatina i el Carib.

## Cultura

### Turisme

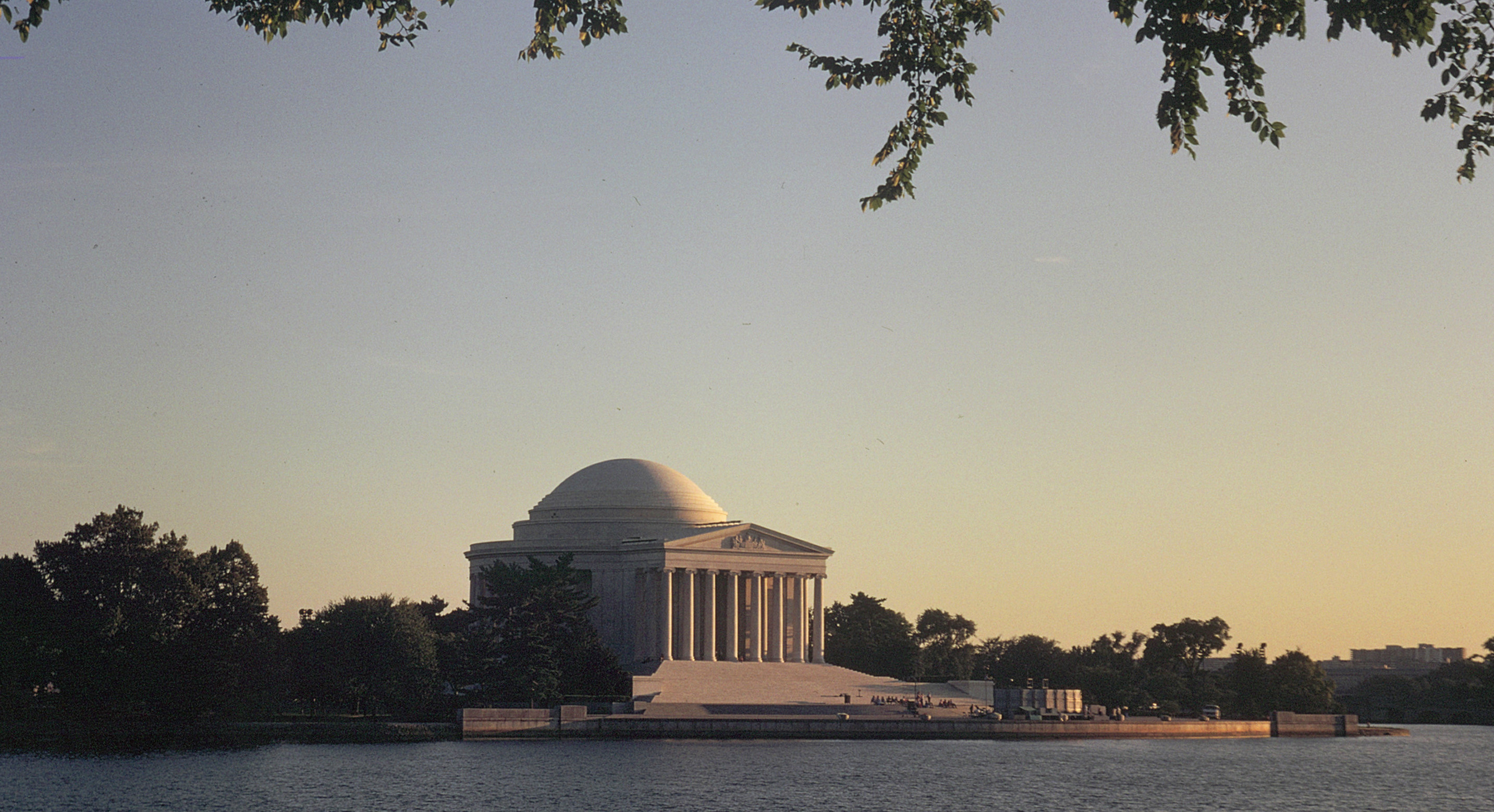
Monument a Thomas Jefferson

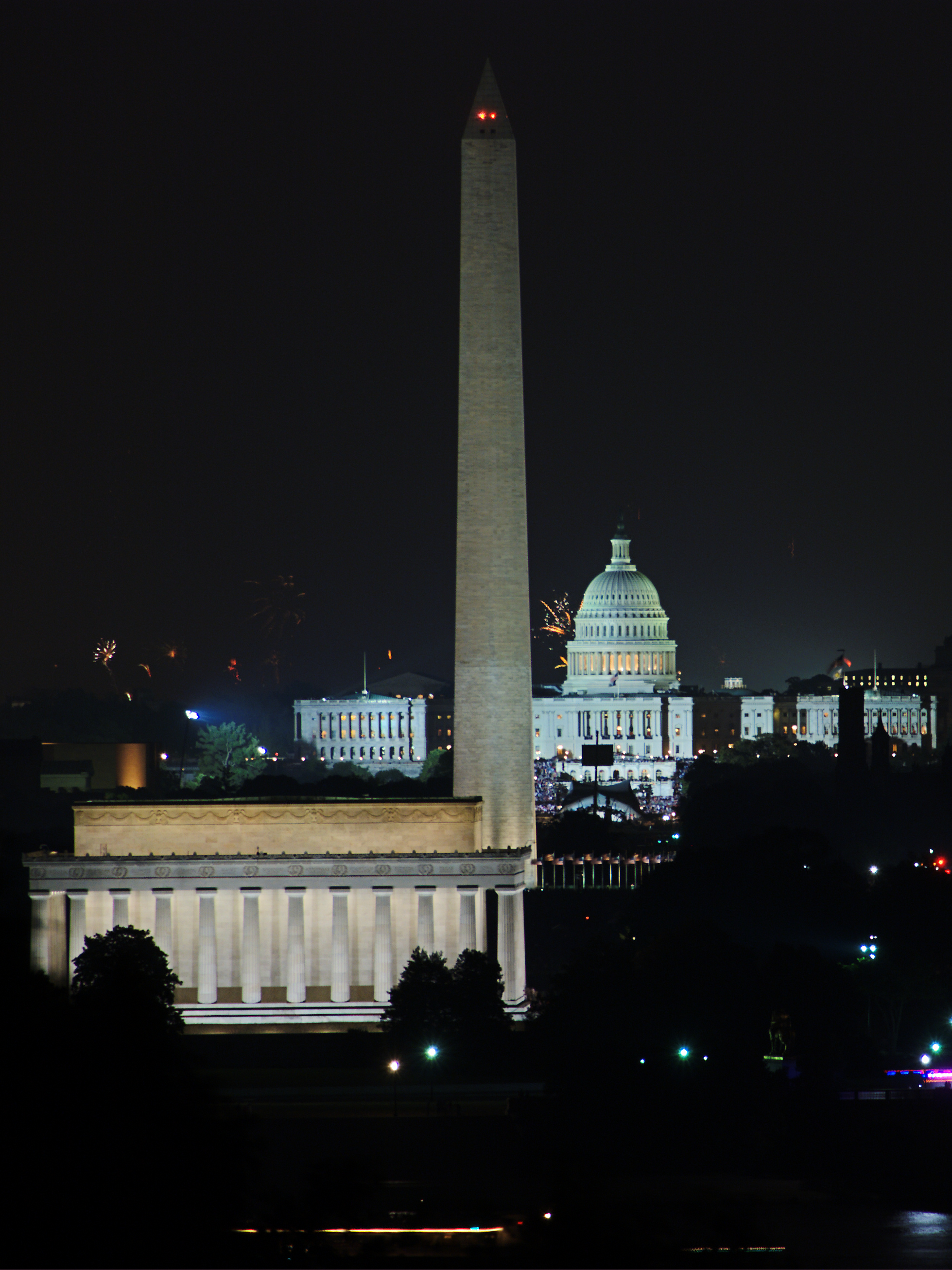
Vista nocturna del Monument a Lincoln, Obelisc de Washington i el Capitoli dels Estats Units (2007)

Es tracta d'un centre d'atracció turística important, amb monuments i obres arquitectòniques d'especial interès. A l'entorn del National Mall destaquen:
- El Monument a Washington
- El Monument a Lincoln
- El Monument a Jefferson
- El Monument a Franklin Delano Roosevelt
- El Monument Nacional a la Segona Guerra Mundial
- El Monument als Veterans de la Guerra de Corea
- El Monument als Veterans del Vietnam
- El Monument a Albert Einstein

Altres visites obligades són:
- La Catedral Nacional de Washington
- La Basílica del Santuari Nacional de la Immaculada Concepció
- La Blair House

### Institucions
- Institut Smithsonià

### Museus
- Museu Nacional d'Art i Cultura Afroamericana
- Museu Nacional de l'Aire i l'Espai
- Museu Nacional d'Història Estatunidenca
- Museu Nacional d'Història Índia
- Galeria Arthur M. Sackler
- Galeria Corcoran
- Galeria Freer
- Museu Hirshhorn i Jardí d'Escultures
- Museu de l'Holocaust
- Museu Internacional de l'Espionatge
- Arxius Nacionals
- National Gallery of Art
- Museu Nacional d'Art Africà
- Museu Nacional d'Història Natural
- Galeria Nacional de Retrats
- Col·lecció Phillips
- Galeria Renwick

### Programes de televisió
Hi ha hagut diverses sèries de televisió que s'han desenvolupat dins del Districte. La majoria han estat relacionades amb el govern (The West Wing i Commander in Chief) o amb organitzacions de seguretat (The District, Get Smart i The X-Files). Altres programes tenien a la capital de la nació com un punt secundari, usat merament com a escenari. Per exemple, Murphy Brown s'enfocava en les vides dels reporters de la revista de notícies (fictícia) basada a Washington, la FYI. La telenovel·la Capitol contava històries sobre la intriga política. La comèdia 227 presentava la vida de la majoria afroamericana vista des dels ulls dels residents en un edifici d'apartaments a Washington. Cory a la Casa Blanca de Disney Channel es desenvolupa a Washington DC. També hi ha moltes pel·lícules rodades i filmades a la ciutat cada any.

### Esport
| Equip                     | Esport           | Lliga                                      | Recinte                         |
| ------------------------- | ---------------- | ------------------------------------------ | ------------------------------- |
| DC United                 | Futbol           | Major League Soccer, Conferència Est       | Estadi RFK                      |
| Washington DC Slayers     | Rugbi            | Lliga Nacional Americana de Rugbi          | Raoul Wallenberg Park           |
| Legg Mason Tennis Classic | Tennis           | US Open Series                             | Rock Creek Park                 |
| Washington Bayhawks       | Lacrosse         | Major League Lacrosse                      | Multi-Sport Field               |
| Washington Capitals       | Hoquei sobre gel | NHL, Conferència Est, Divisió Sud-est      | Verizon Center                  |
| Washington Mystics        | Bàsquet          | WNBA, Conferència Est                      | Verizon Center                  |
| Washington Nationals      | Beisbol          | Grans Lligues de Beisbol; NL, Divisió Est  | Nationals Park                  |
| Washington Redskins       | Futbol americà   | National Football League; NFC, Divisió Est | FedExField (Landover, Maryland) |
| Washington Wizards        | Bàsquet          | NBA; Conferència Est, Divisió Sud-est      | Verizon Center                  |

Altres equips professionals i semi-professionals amb seu a la ciutat inclouen: Baltimore Washington Eagles de la USAFL, DC Divas de la NWFA, DC Explosion de la Minor League Football, l'equip de rugbi Washington RFC de la Rugby Super League, així com d'altres equips participants de la Potomac Rugby Union i de la Lliga de criquet de Washington. També va ser seu del Washington Freedom de la WUSA, del 1987 al 1989 llar del Washington Wave de la National Lacrosse League, i durant les temporades del 2000 al 2002 d'aquesta lliga, el Washington Power va estar a la ciutat.

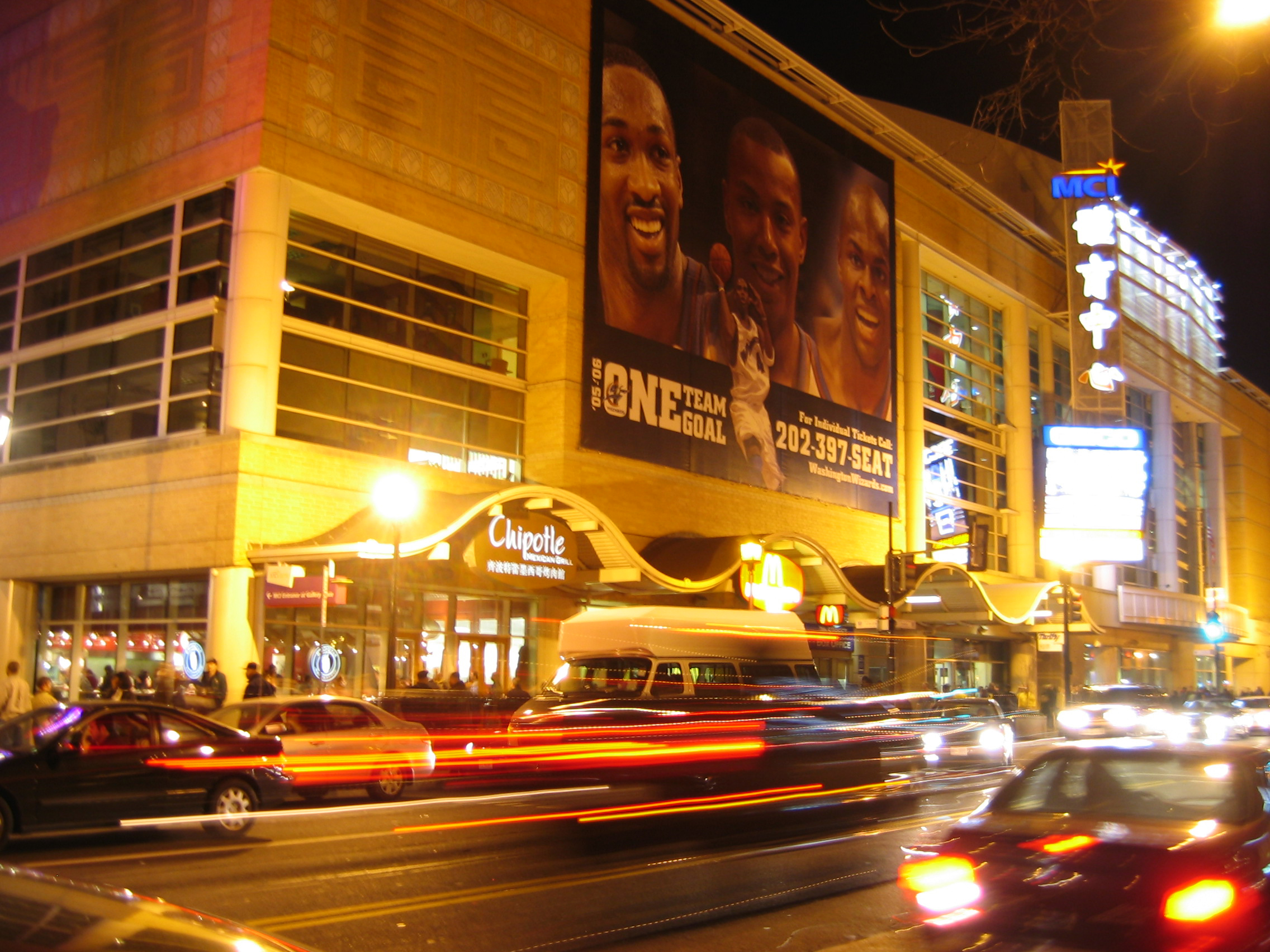
El Verizon Center, seu dels Washington Wizards i dels Washington Capitals.

Hi va haver dos equips de les Grans Lligues de Beisbol anomenats Washington Senators a principis i mitjans del segle xx, els quals van anar-se'n de la ciutat i es van convertir en els Minnesota Twins i els Texas Rangers. Al segle xix, la ciutat va ser seu d'equips anomenats Washington nationals, Washington Statesman i Washington Senators des de la dècada de 1870 fins al final del segle.

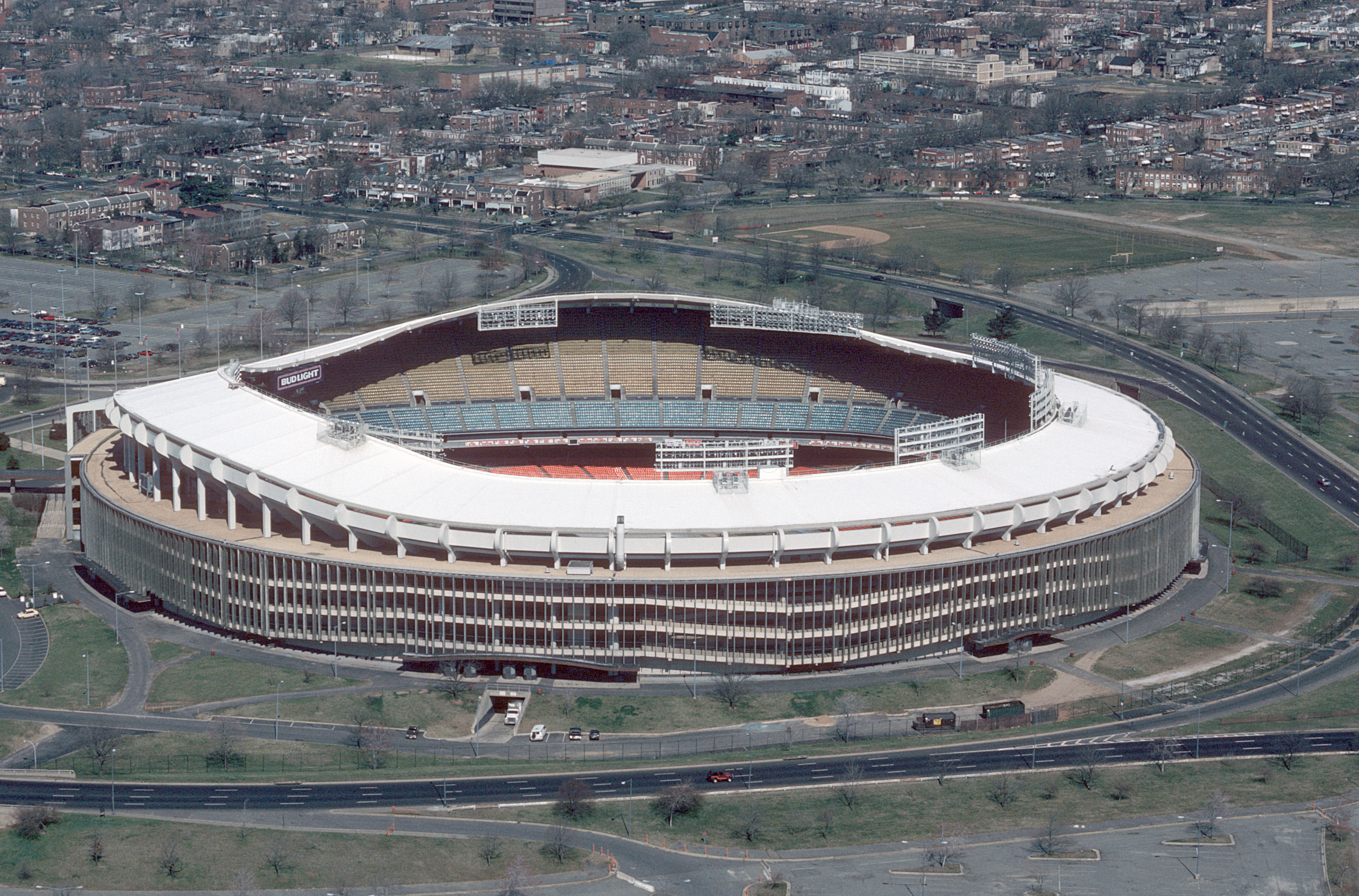
El Robert F. Kennedy Memorial Stadium, originalment anomenat DC Stadium, és el recinte esportiu més gran de la ciutat amb una capacitat oficial de 55.672 espectadors i ha estat la seu de com a mínim 10 equips professionals de futbol americà, beisbol i futbol.

Washington va ser la llar de diversos equips de beisbol de les Lligues Negres, incloent als Homestead Grays, Washington Black Senators, Washington Elite Giants, Washington Pilots i Washington Potomacs.
El Verizon Center al barri xinès, seu dels Capitals, Mystics, Wizards i Georgetown Hoyas, és també un recinte més gran per a concerts, lluita lliure professional de World Wrestling Entertainment (WWE), i altres esdeveniments, havent reemplaçat l'antic Capital Centre. Des de la seva obertura el 1997, l'estadi ha servit com un catalitzador de prosperitat al barri xinès. Edificis d'oficines, condominis d'alta qualitat, cadenes de restaurants, sales de cinema i altres luxes han sorgit al voltant del barri xinès. D'altra banda, el creixement ha eliminat moltes figures de barri xinès, i només una fracció del lloc continua sent "Xina".
L'equip de futbol de la ciutat, el DC United, és la franquícia més reeixida en la història de la MLS, amb 4 campionats de lliga i 10 campionats totals guanyats, ambdós rècords de la lliga. La ciutat també és considerada el mercat de futbol més apassionat, amb una llista de persones incloent al Comissionat de la MLS Don Garber i al comentarista de la televisió (i antic jugador de la Selecció nacional i de la MLS) Eric Wynalda, que declaren rotundament que Washington és el millor mercat futbolístic. Washington serà seu de l'edició del 2007 de la Copa MLS a l'Estadi RFK.
El 1994, el Robert F. Kennedy Memorial Stadium va ser seu de 5 partits de la Copa Mundial de Futbol d'aquell any (4 de primera ronda i 1 de vuitens de final). També es van celebrar jocs de la Copa del Món Femenina de Futbol de 2003 en aquest estadi.
Washington és amfitrió del torneig anual de tennis Legge Mason Tennis Classic que se celebra al Centre de Tennis Carter Barron al Carrer 17.
La marató de la Infanteria de Marina i la Marató Nacional se celebren anualment a Washington.

## Educació

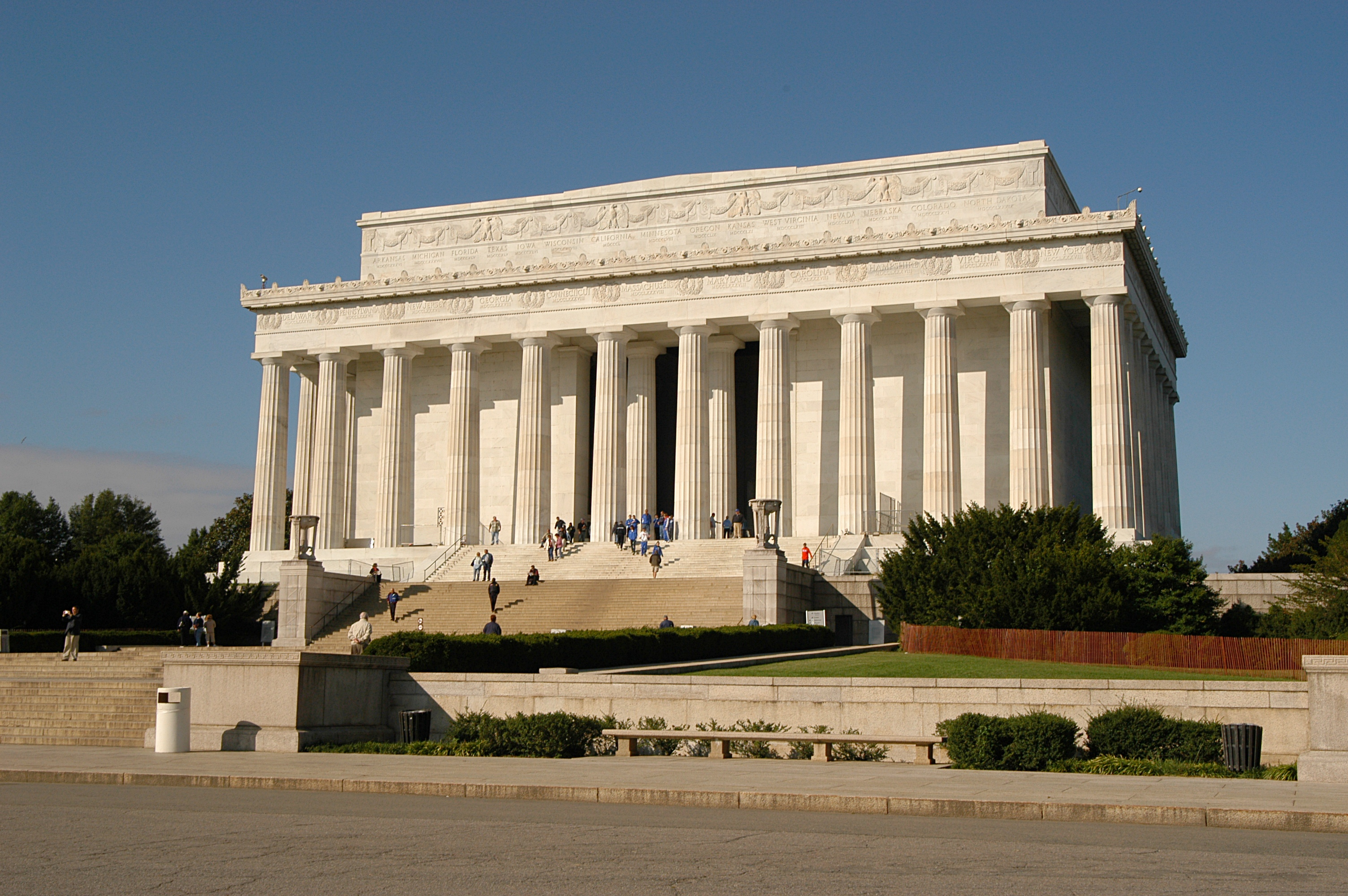
Monument a Lincoln

Escoles Públiques del Districte de Colúmbia opera escoles públiques a Washington DC.

### Universitats
Washington DC, malgrat el seu caràcter de capital administrativa, té una gran comunitat universitària. Algunes de les millors universitats del país es troben en aquesta ciutat:
- La Universitat de Georgetown és la més antiga del Districte. Va ser fundada el 1789 per John Carroll.[22] És la universitat catòlica més antiga del país. A més, el primer president d'universitat d'ascendència afroamericana dels EUA. (Patrick Francis Healy) va ser el de Georgetown. La universitat és reconeguda mundialment per l'Escola Edmund Walsh de Servei diplomàtic i per la Facultat de Dret.
- La Universitat George Washington, creada pel Congrés el 1821, és la institució d'educació més gran de Washington amb el campus principal a Foggy Bottom i el campus de Mount Vernon al barri de Foxhall, a la zona Nord-oest de Washington. És coneguda per la seva Facultat de Dret i per la seva prestigiosa Facultat de Relacions Internacionals (The Elliott School of International Affairs).
- La Universitat Catòlica d'Amèrica, en el quadrant nord-est del Districte, és la universitat pontifícia dels EUA. Es va fundar el 1887 gràcies a l'aprovació del Papa Lleó XIII per ser centre d'investigació i postgrau. No va ser fins a 1904 que la Universitat Catòlica va oferir estudis de grau. La Universitat Catòlica va comprar 20 hectàrees de l'Armed Forces Retirement Home, amb el qual s'ha convertit en la major universitat de DC per superfície.
- La Universitat Howard, en el quadrant nord-oest del Districte, és una de les més reconegudes universitats històricament per a alumnes afroamericans. La universitat es va fundar el 1867 amb estatuts creats pel Congrés i aprovats pel President Andrew Johnson. L'escola es va nomenar en honor del General Oliver Howard que fou comissari de l'Agència d'Homes Lliures (Freedman's Bureau) i fou anomenat el tercer president de la universitat.
- La Universitat de Trinity, una institució femenina catòlica, és a prop de la CUA.
- La Universitat Americana, una institució privada creada pel Congrés el 1893, està situada en un terreny de 34 hectàrees a la zona alta del Nord-oest de Washington. És coneguda per la Facultat de Dret, la Facultat d'Empresarials i la Facultat de Relacions Públiques i de Relacions Internacionals.
- La Universitat Johns Hopkins compta amb un campus urbà a l'entorn del Dupont Circle, on es concentren la Paul H. Nitze School of Advanced International Studies i l'escola de negocis Carey.
- La Universitat del Districte de Colúmbia és la universitat pública de la ciutat i es troba entre les més antigues universitats per negres. L'escola de postgrau del Departament d'Agricultura ofereix educació contínua en moltes disciplines.
- El Departament de Defensa administra la National Defense University a Fort McNair.

## Ciutats agermanades
Washington DC manté una relació d'agermanament amb les següents ciutats:
| - Accra (Ghana). - Atenes (Grècia). - Bangkok (Tailàndia). - Pequín (Xina). - Brussel·les (Bèlgica). | - Dakar (Senegal). - París (França). - Tshwane (Sud-àfrica). - Seül (Corea del Sud). - Sunderland (Regne Unit). |